# Оркестр Пикардии
Оркестр Пикардии (фр. Orchestre de Picardie) — французский симфонический оркестр, базирующийся в Амьене.
В 1933—1964 гг. в городе работал Амьенский симфонический оркестр (фр. Orchestre Symphonique d'Amiens), созданный по инициативе Пьера Камю. После его роспуска группа местных музыкантов в 1972 г. основала камерный ансамбль «14 пюпитров» (фр. Pupitre 14), состоявший из 14 солистов. В 1981 г. группа преподавателей и выпускников Амьенской консерватории предприняли попытку возродить оркестр, но деятельность нового коллектива не продлилась дольше двух сезонов. В 1985 г. преобразован в камерный оркестр «Симфониетта» (30 исполнителей) и аффилирован с реорганизованной региональной консерваторией. С 1995 г. работает под нынешним названием и состоит из 40 музыкантов.
В исполнении оркестра впервые прозвучали «Праздник Марии-Магдалины» для хора и оркестра Эрика Танги (1996), Четвёртая и Пятая симфонии Никола Бакри (1996, 1998), «Диоскуры» для двух виолончелей с оркестром Ивана Феделе (1998), «Мартинус» Луиса де Пабло (2008), Партита для оркестра Петра Мосса (2008, написана по заказу оркестра), «Орион» Кайи Саариахо (2013) и ряд других сочинений. В 2000-е гг. Оркестр Пикардии принял участие в нескольких оперных постановках.

## Музыкальные руководители
- Эдмон Розенфельд (1972—1983)
- Александр Мира (1983—1989)
- Патрик Фурнийе (1989—1992)
- Луи Лангре (1993—1998)
- Эдмон Коломер (1998—2002)
- Паскаль Верро (2003—2010)
- Арье ван Бек (с 2010 г.)